# Santa Maria (Azzorre)
Santa Maria è un'isola dell'arcipelago delle Azzorre con una superficie di 97 km² e una popolazione di 6.500 abitanti. Il capoluogo dell'isola è Vila do Porto. Fu scoperta da Diogo de Silves.
Ufficialmente è considerata la prima isola dell'arcipelago ad essere scoperta e poi a essere abitata.
È l'isola più a sud-est ed è anche l'isola più antica dell'arcipelago la cui formazione è fatta risalire a circa 10 milioni di anni fa. Pur essendo un'isola vulcanica la sua origine è ben celata da erosione e sedimentazione.
È sede di un grosso aeroporto che per mezzo secolo ha costituito lo scalo intermedio per i voli tra il Nordamerica e l'Europa. Nel 1989 fu teatro di un disastro aereo in cui persero la vita 144 persone tra le quali 137 italiani.